# Elymnias exsulata
Elymnias exsulata är en fjärilsart som beskrevs av Van Eecke 1918. Elymnias exsulata ingår i släktet Elymnias och familjen praktfjärilar. Inga underarter finns listade i Catalogue of Life.